# Cosimo Morelli
Cosimo Morelli (* 6. Oktober 1732 in Imola; † 26. Februar 1812 ebenda, heimatberechtigt in Torricella) war ein vielseitiger Architekt in Tessiner Abstammung.

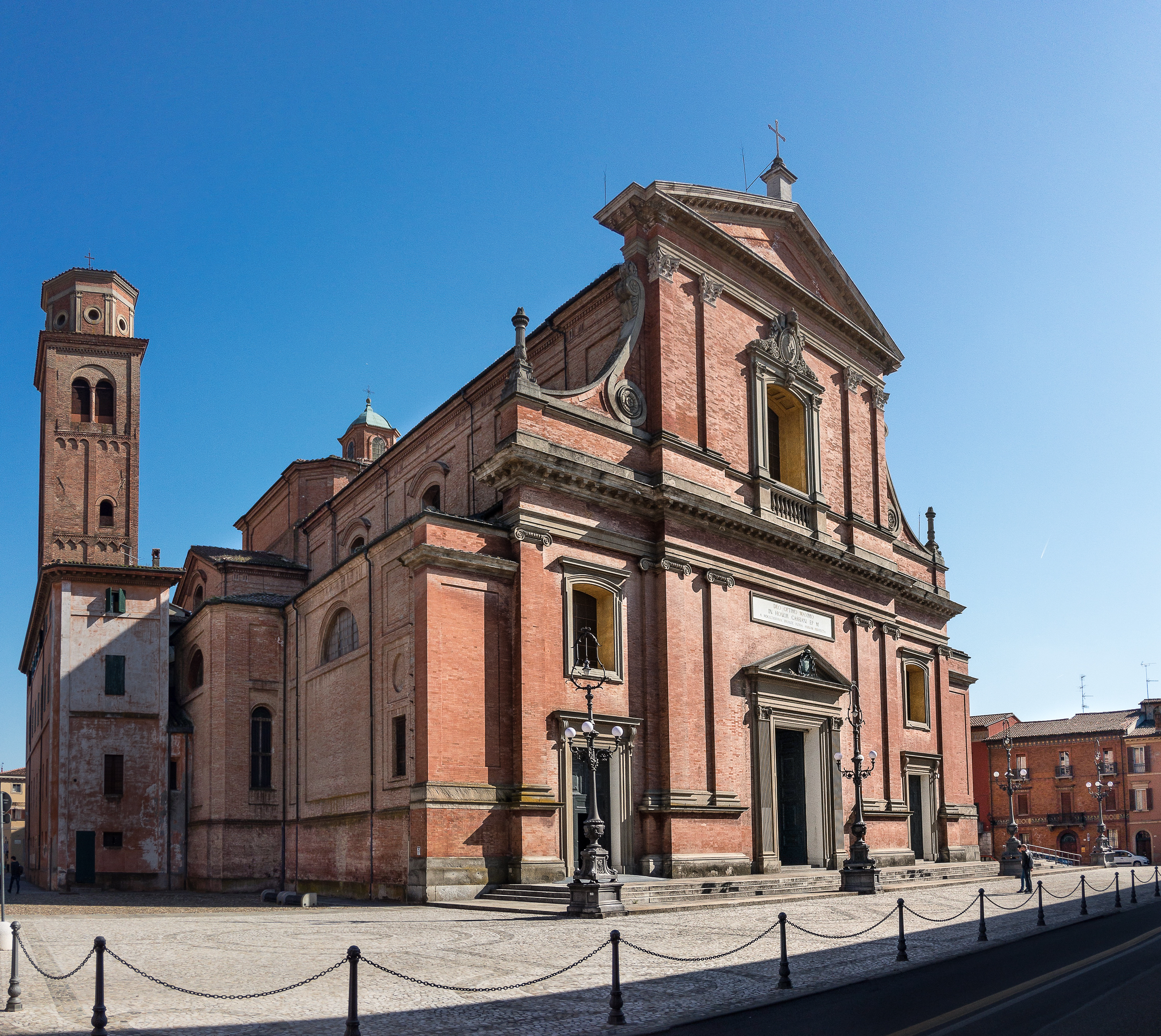
Cosimo Morelli: Kathedrale San Cassiano Martire (Renovierung), Imola, 1765–1781.

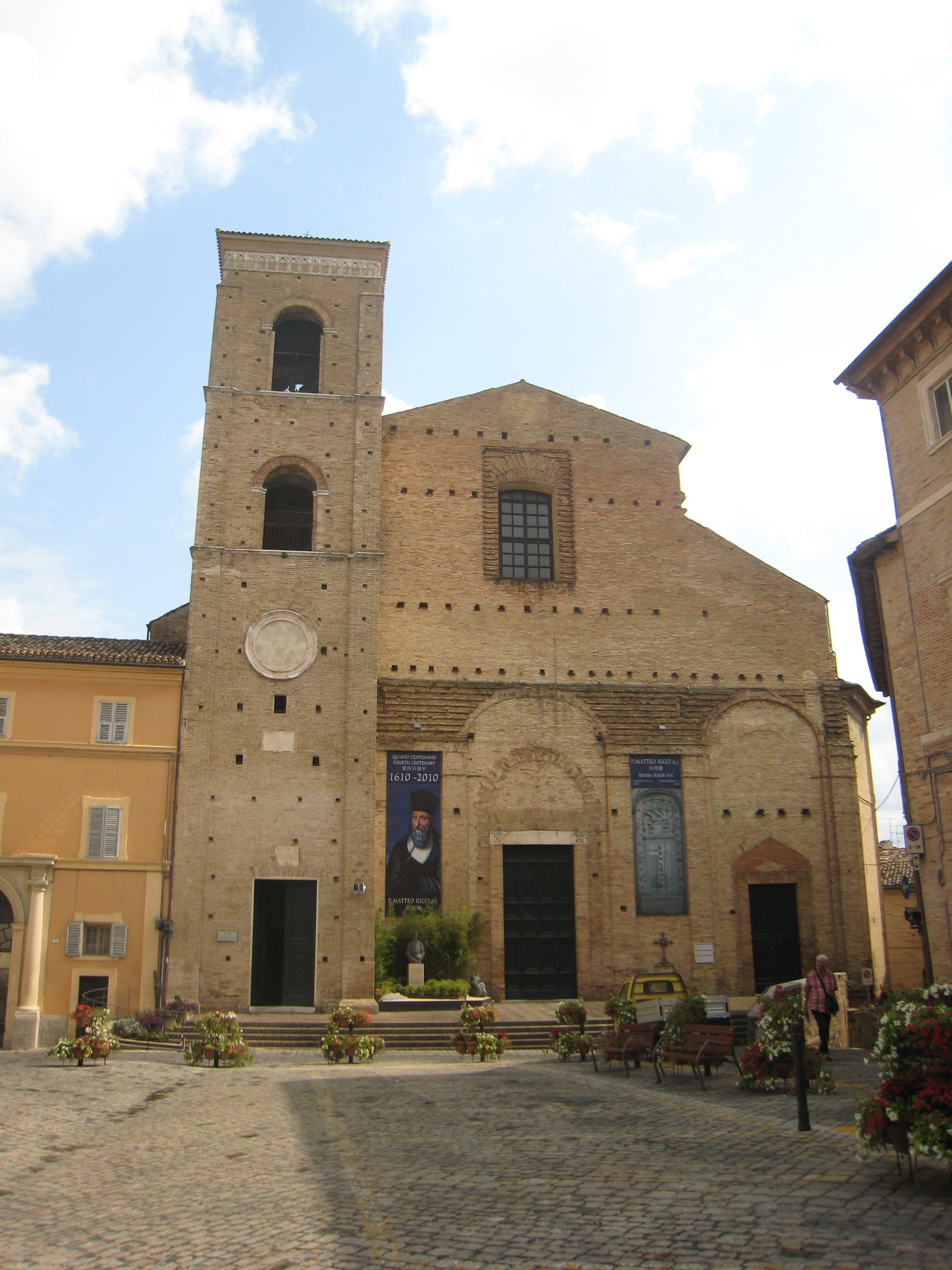
Cosimo Morelli: San Giuliano Dom, Macerata, 1771–1790.

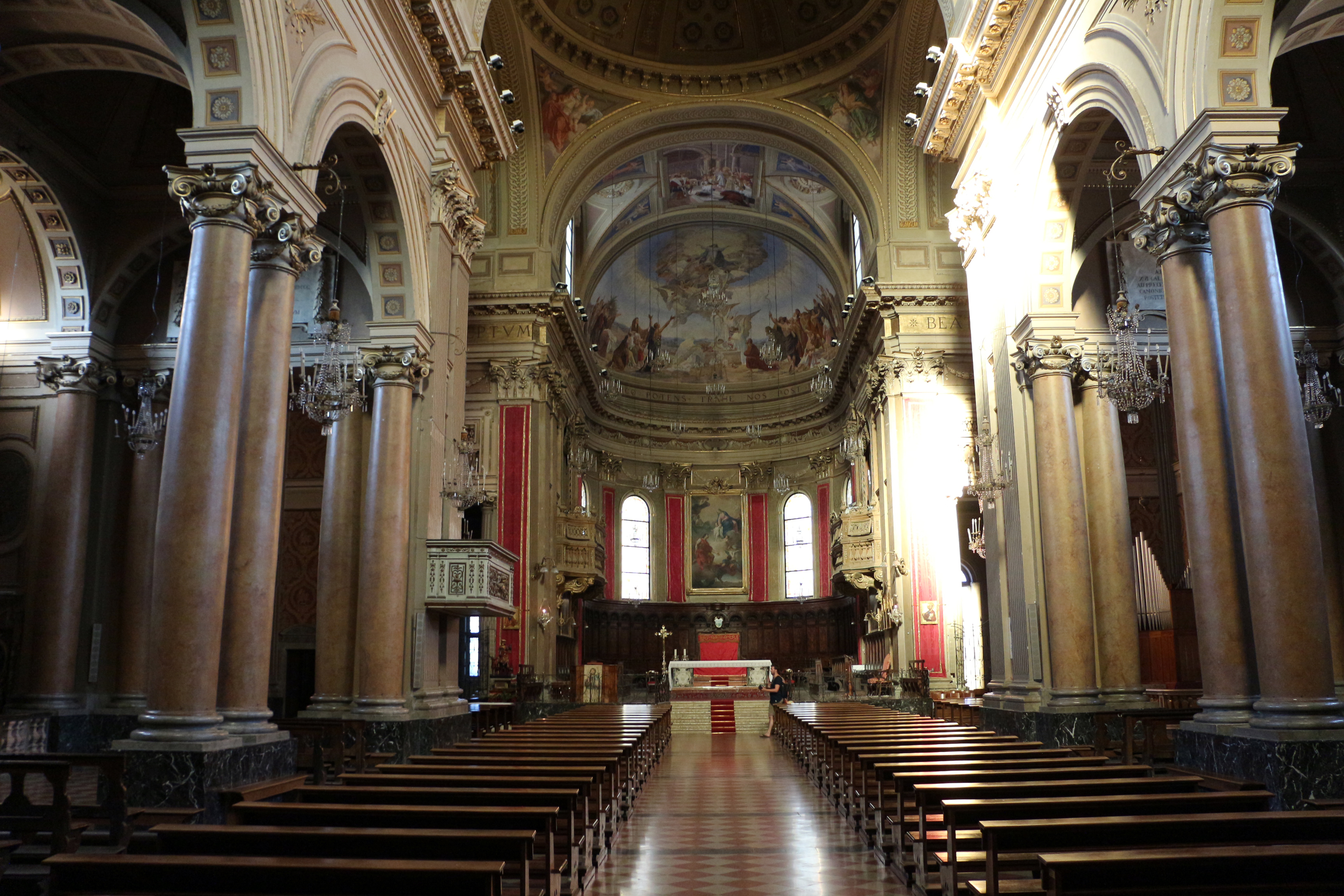
Cosimo Morelli: Innenraum von San Giuliano Dom, Macerata, 1771–1790.

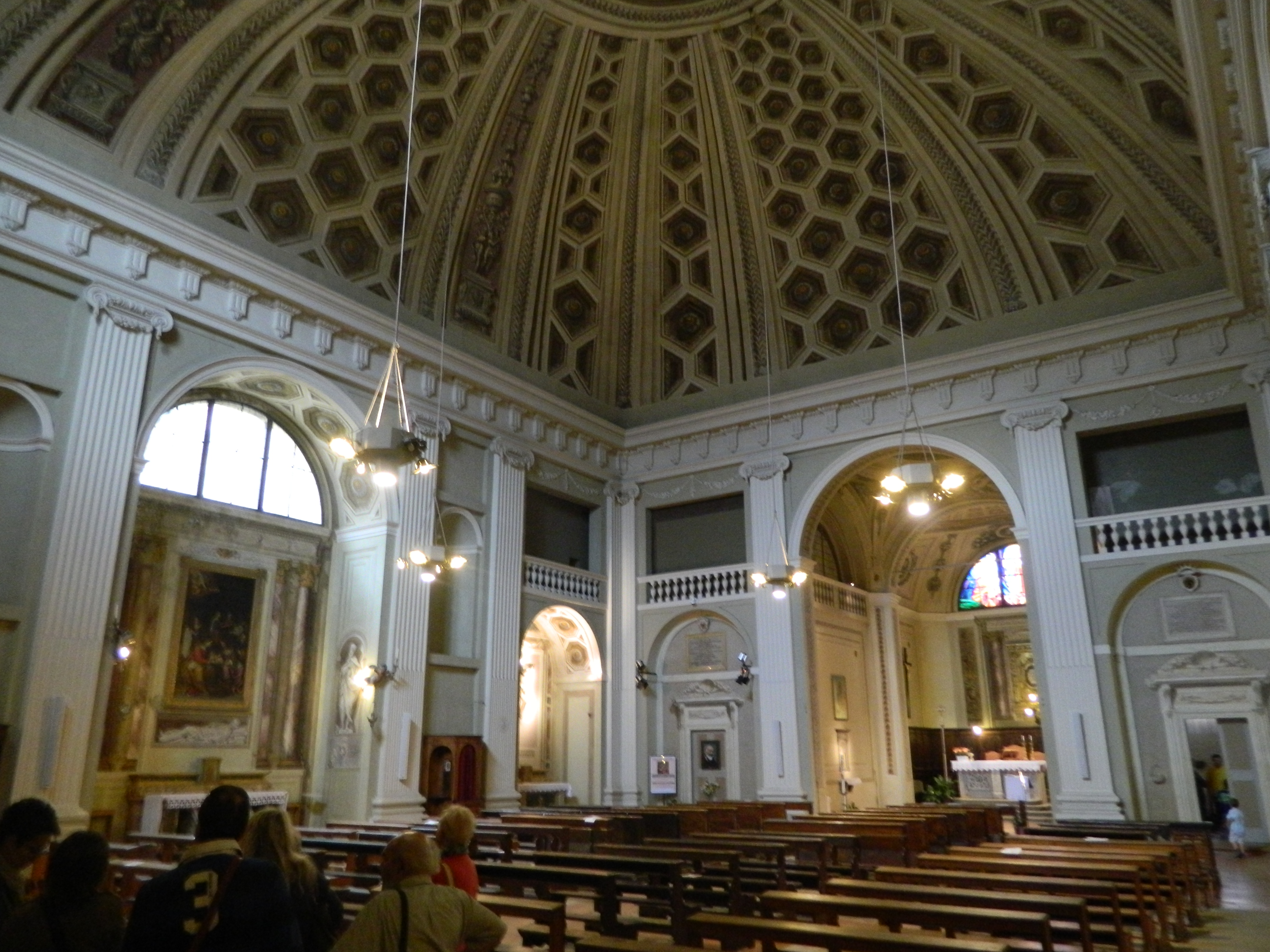
Cosimo Morelli: Kirche Santa Maria in Regola, Imola, 1780–1786.

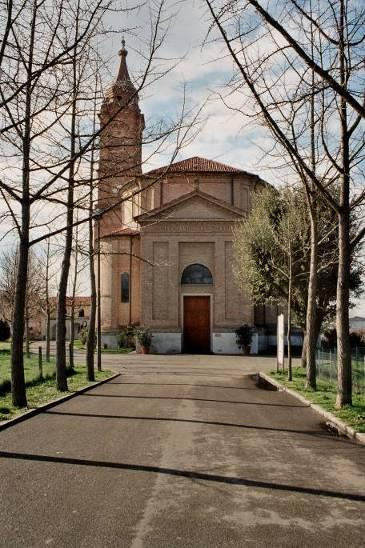
Cosimo Morelli: Kirche Santo Stefano Protomartire, Barbiano, 1787.

## Leben
Cosimo Morelli war Sohn des Baumeisters und Unternehmers Domenico und dessen Ehefrau Maria Vittoria Costa aus Imola. Dank seiner Arbeitsorganisation und seiner Persönlichkeit gelang es Cosimo, sich einen guten Ruf zu erwerben und prestigeträchtige Aufträge an Land zu ziehen. Insgesamt entwarf er über 40 Kirchen, 14 Theater, zahlreiche Paläste, Spitäler, Brücken und Plätze. Cosimo besuchte die Jesuitenschule (in der Nähe der Kirche Sant’Agata) und vervollständigte seine Ausbildung durch Unterricht bei seinem Großonkel Giovanni Domenico Trefogli (1675–1759), einem der so genannten Magistri Comacini, Architekten und Baumeister aus dem Kanton Tessin, deren Werke in Nord- und Mittelitalien sehr geschätzt wurden. Zusammen mit seinem Bruder Luigi begann er seine Lehre im väterlichen Betrieb. Der Bischof von Imola, der aus Cesena stammende Giovanni Carlo Bandi, wurde auf ihn aufmerksam und beauftragte ihn mit der Renovierung der Kathedrale San Cassiano Martire. Es war Bandi selbst, der ihn seinem Neffen Giovanni Angelo Braschi, Wirtschaftsprüfer und Sekretär des Kardinalkämmerers, Referent am Apostolischen Gericht, vorstellte.
Im Jahr 1759 ging Morelli nach Rom, wo er im Atelier des Marquis Gerolamo Thedoli (Erbauer des Teatro Argentina) Architektur studierte. Nach seinen ersten Arbeiten nahm er 1776 am Architekturwettbewerb für die neuen Sakristeien des Vatikans teil. Giannangelo Braschi, der inzwischen Papst Pius VI. geworden war, ernannte ihn zum päpstlichen Architekten. Cosimo gehörte zu den produktivsten Architekten des Kirchenstaates in der zweiten Hälfte des 18. Jahrhunderts, dank seiner Fähigkeit, den ästhetischen Geschmack der damaligen Zeit rigoros zu interpretieren. Als päpstlicher Architekt errichtete, renovierte und erweiterte er während des Pontifikats von Papst Pius VI. von 1775 bis 1799 zahlreiche zivile und religiöse Gebäude. Berühmt wurde er auch durch sein Organisationstalent, das es ihm ermöglichte, seinen Kunden Bauprojekte zu deutlich niedrigeren Kosten anzubieten als andere Architekten seiner Zeit.
In den letzten Jahren des Jahrhunderts erlitt er einen finanziellen Zusammenbruch. Er hatte sich 50.000 Scudi (etwa 20 Millionen Euro) geliehen. Doch durch die Aufhebung des Kirchenstaates und die Gründung der Römischen Republik (1798–1799) sank der Wert des Geldes auf Null. Er versuchte, für diesen Betrag Immobilien zu verkaufen. Er fand einen polnischen Prinzen, der bereit war, einen Vergleich zu schließen, doch als er feststellte, dass die Hälfte der Grundstücke mit Hypotheken belastet war, wandte sich der Adlige an Rechtsanwälte. Morelli verlor den Prozess. Seine letzten Lebensjahre waren hart: alt, krank und mittellos, ging er sogar so weit, Canova selbst um Hilfe zu bitten, der ihn mit 24 Scudi versorgte, mit bewundernswerter, aber auch bequemer Klasse. Viel mehr Wärme war für Morelli nötig, der am 26. Februar 1812 in Imola fast verlassen von allen starb. Er wurde in der Kirche von Santa Maria in Regola beigesetzt.

## Werke
- Palazzo Braschi im Stadtteil Parione der Hauptstadt Rom. Im Palast befindet sich das städtische Museo di Roma.
- Kirche Santa Maria dell’Olivo in Imola (1751)
- Oratorium San Macario in Imola (1756)
- Torre dell’orologio in Massa Lombarda (1755–1758)
- Gemeindepalast von Massa Lombarda (1757)
- Libreria (Biblioteca) francescana (1761)
- Libreria der Kirche Sant’Agata in Imola (vor 1761)
- Stiftskirche San Francesco in Lugo (1762)
- Collegium Trisi in Lugo (1764–1773)
- Palast Falchi Cavallini in Lugo
- Wallfahrtskirche Beata Vergine del Soccorso in Bagnara di Romagna (1765)
- Kathedrale von Imola (Renovierung) in Imola (1765–1781)
- Gemeindepalast von Imola, Fassade, Säle im Hauptgeschoss und monumentales Treppenhaus (1768)
- Kirche Santa Maria della Misericordia in Castel Bolognese (1772)
- Kirche Santo Stefano delle Clarisse von Imola (1772)
- Palazzo vescovile von Imola (Fassade, 1775)
- Borgata di Sasso, heute Fraktion Sasso Morelli von Imola (1780–1785)
- Theater dei Cavalieri Associati von Imola (1785)
- Kirche Santa Maria in Regola (Renovierung) in Imola (1780–1786)
- Spital Santa Maria della Scaletta in Imola (1781–1796)
- Kirche San Petronio (Renovierung) in Castel Bolognese (1783–1786)
- Kirche Santo Stefano in Barbiano von Cotignola (1787)
- Palast Poggiolini in Imola
- Kirche San Prospero (1801–1827)
- Theater Lauro Rossi von Macerata (1774)
- Teatro Comunale von Forlì (1776)
- Theater dell’Aquila von Fermo (1789)
- Teatro Pergolesi in Jesi, 1790
- Kathedrale von Macerata, 1771–1790 im neoklassischen Stil.

## Ehrungen
- Orden vom Goldenen Sporn